# Bubo philippensis
El búho filipino (Bubo philippensis sin. Ketupa philippensis) es una especie vulnerable de búho perteneciente a la familia Strigidae. Es endémico de Filipinas, donde se encuentra en bosques tropicales en las islas de Catanduanes, Samar, Bohol, Mindanao, Luzón, Leyte y posiblemente Sibuyan. Es conocido localmente como el kuwago o bukaw.

## Taxonomía
Hubo un tiempo en que estuvo clasificado en su propio género, Pseudoptynx. No se le conocen especies relacionadas. Se conocen dos subespecies:
- B. p. philippensis (Kaup, 1851) - Luzón y Catanduanes.
- B. p. mindanensis (Ogilvie-Grant, 1906) - este y sureste de Filipinas, en Sámar, Leyte y Mindanao; recientemente avistado en Bohol.

## Descripción
Con una longitud total de 40–50 cm y una longitud de ala de aproximadamente 35 cm, es el búho más grande de Filipinas, pero de los miembros más pequeños del género Bubo. El dorso, la cola y las alas son de color marrón rojizo con plumas negras y beige salpicadas por el plumaje. La cabeza y el pecho son de color castaño anaranjado y moteado de plumas negras; mientras que el abdomen es de color beige o blanco con plumas pardas y negras aquí y allá. Las plumas que tiene justo encima de los ojos son negras y hace que parezca que tiene cejas. El pico es curvado y grande, los ojos son de color amarillo. Ambas subespecies son parecidas pero mindanensis es más oscura.

## Distribución y hábitat
Esta especie es endémica de Filipinas donde vive en las islas de Sámar, Leyte, Mindanao, Luzón, Catanduanes y Bohol.
Su hábitat principal son los bosques tropicales que cubren la práctica totalidad de Filipinas. Parece ser que prefiere vivir cerca de masas de agua como ríos, arroyos y humedales.

## Comportamiento
Se conoce muy poco sobre el comportamiento en libertad de esta especie y la mayoría de los datos sobre su biología provienen de ejemplares criados en cautividad. Se intuye que es un animal de hábitos nocturnos como otras especies de búho.
No se sabe con certeza en que consiste su dieta pero su tendencia a vivir cerca de fuentes de agua sugiera que los peces forman parte de ella; por otra parte las características de sus garras y patas hacen pesar que aves y mamíferos también forma parte de su alimentación.
Tampoco se conoce sus hábitos reproductivos. Los ejemplares en cautividad ponen un huevo por nidada y el periodo de incubación dura 35 días.

## Conservación
El búho filipino está catalogado como vulnerable por la UICN. Las poblaciones de esta especie son pequeñas y están fragmentadas entre sí lo que dificulta su supervivencia; y por ello, tiene una tendencia decreciente. Se encuentra amenazado por la destrucción de su hábitat, que está llevando a la deforestación a gran escala de los bosques en Filipinas, y la caza ilegal. Se estima que las poblaciones actuales rondan entre los 2.500 y los 10 000 ejemplares.